# 香港—澳門關係
香港與澳門關係是自古以來香港與澳門之間的雙邊關係。兩個廣東沿岸土地分別在1557年由葡萄牙開埠及1841年由英國開埠。
香港與澳門近代都被歐洲殖民者殖民，後分別於1997年及1999年先後移交中華人民共和國，設立兩個特別行政區，兩地交流頻繁。香港特區政府和澳門特區政府定期舉行港澳合作高層會議，推動兩地合作。

## 合作
- 2001年11月9日簽署《澳門金融管理局與香港特區政府保險業監理處有關相互協助及資訊交換諒解備忘錄》
- 2005年5月20日簽署《香港特別行政區政府與澳門特別行政區政府關於移交被判刑人的安排》
- 2013年1月7日簽署《關於香港特別行政區與澳門特別行政區相互認可和執行仲裁裁決的安排》
- 2014年11月25日簽署《香港特別行政區民航處與澳門特別行政區民航局航空器意外及事故調查合作安排》
- 2017年10月27日簽署《香港特別行政區與澳門特別行政區關於建立更緊密經貿關係的安排》（簡稱《港澳CEPA》）

## 來往

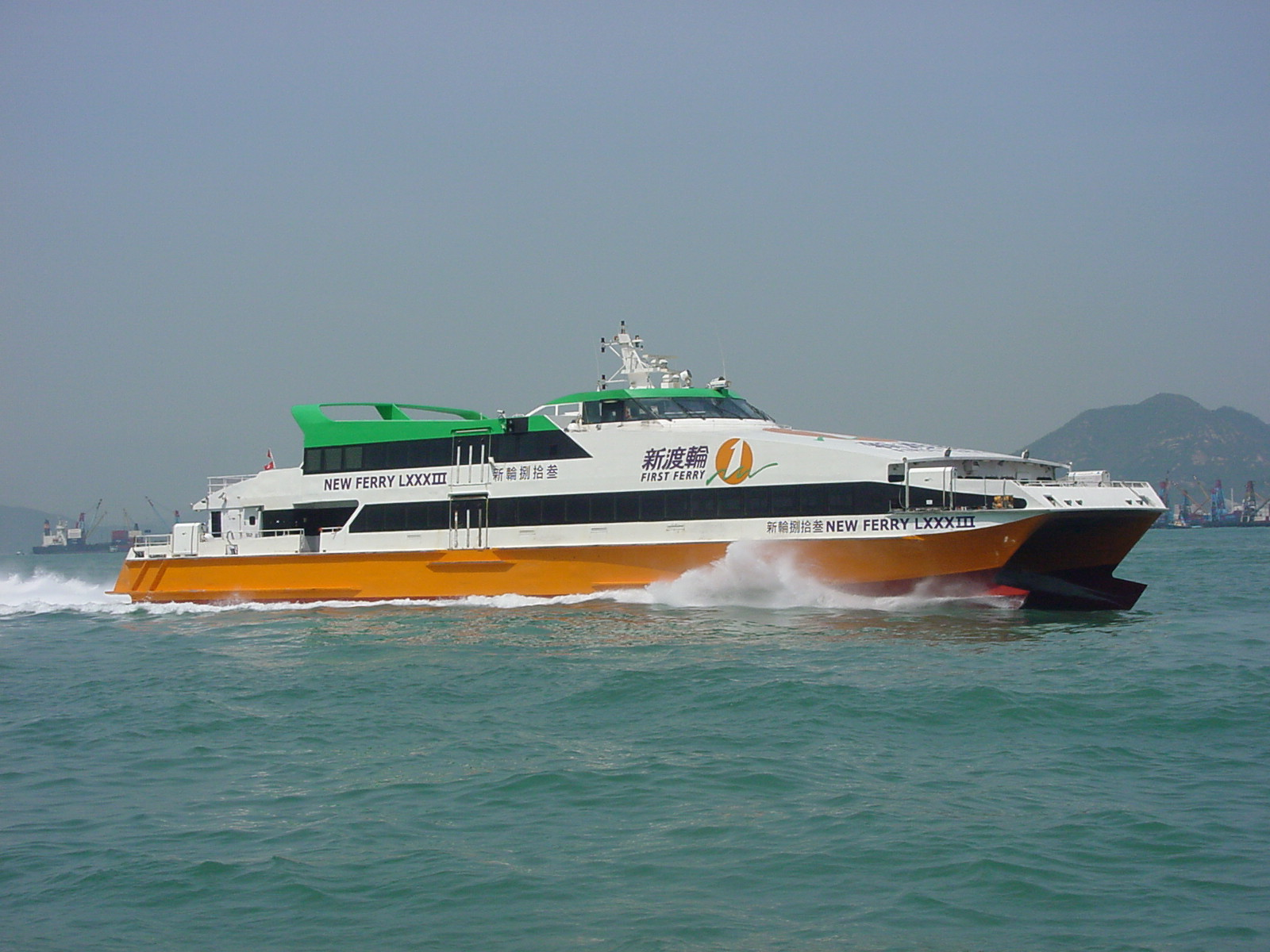
新渡輪來往港澳之雙體船隻（新渡輪澳門業務已被噴射飛航收購）

2009年12月10日起港澳兩地實行互免入境申報協議，港澳兩地的永久性居民可持永久性居民身份證進出兩地。合資格的港澳永久性居民登記後可使用「e-道」自助過關。
目前，連接香港和澳門的交通有海路的渡輪服務、空路的直昇機服務、路面交通連接港澳和廣東省珠海市的港珠澳大橋。
海路交通方面，目前營運來往香港和澳門之渡輪航線營運商有噴射飛航與金光飛航，提供由香港的港澳客輪碼頭、中國客運碼頭、屯門客運碼頭、香港國際機場海天客運碼頭來往澳門的外港客運碼頭、氹仔客運碼頭之渡輪航線。
航空交通方面，香港港澳客輪碼頭亦提供來往澳門外港客運碼頭的直昇機服務。
陸路交通方面，香港特別行政區、澳門特別行政區和廣東省三方面合作興建港珠澳大橋，工程包含跨海大橋及海底隧道，長約50公里，橫跨珠江口，港方口岸位於香港赤鱲角東北面的人工島，而澳方口岸則位於澳門黑沙環東北面的人工島上。大橋已於2018年10月24日通車。
2020年，受2019冠狀病毒病疫情影響，在港澳船運停頓後，金巴亦在4月4日晚宣布在4月6日停運。4月10日，澳門政府旅遊危機辦共收到40宗查詢或求助，其中14宗涉及現正在香港因病治療要求返回澳門，3宗要求由澳門往香港治療，10名在澳門的人士希望返回香港、9名在香港的人士希望返回澳門（當中有澳門居民及香港居民），以及4名沒有說明其所在位置的個案。旅遊辦表示，經多方協調，港澳快線在收到旅遊危機辦公室的確認後，會例外地接載在香港因病治療完畢的澳門市民返回澳門，而病人回澳後亦要按既定程序進行醫學隔離14天。

## 罪犯引渡
香港和澳門沒有移交逃犯協議。在歐文龍貪污案中，香港居民劉鑾雄及羅傑承被澳門法院判刑，判刑當天兩人沒有到澳門出席聆訊，澳門政府無法從香港引渡兩人到澳門服刑。截至2016年11月，香港與澳門的司法互助無新進展。2019年2月香港政府召開記者招待會，宣布提交修订《逃犯条例》及《刑事事宜相互法律协助条例》，如若通过，香港特區政府將有法律依據將罪犯引渡至包括澳門在內的所有其他司法管轄區。不過，由於修例引起香港市民強烈反彈，更發生反修例運動，最終香港特區政府撤回修例。

## 國家安全和完善選舉制度
最終中央人民政府及全國人民代表大會常務委員會宣佈就香港問題，在2020年5月定立中華人民共和國香港特別行政區維護國家安全法，在2020年6月30日在香港特別行政區生效並實施，以全國性法律方式列入香港特別行政區基本法附件三，填補香港特別行政區的漏洞。至此，香港和澳門均有國家安全的法律。
與此同時，2020年11月，香港民主派立法會議員因部分議員被取消資格而全體總辭離開立法會。2021年3月，人大常委會立法完善香港選舉制度。2021年7月，澳門取消3名民主派議員的參選資格，導致民主派議員無法參選立法會。9月和12月，澳門和香港分別舉行立法會選舉。

## 體育
- 港澳埠際足球賽
- 香港澳門賽馬埠際賽
- 澳門東亞運動會
- 香港東亞運動會
- 2025年，中華人民共和國第十五屆運動會將會再次在廣州舉行，亦會聯同香港及澳門合辦一個省港澳三地的全國運動會。

## 電視媒體
1991年，為慶祝羊年的到來，在1991年2月14日 （年卅晚／情人節），香港無綫電視《歡樂今宵》聯同廣東電視台和澳門電視台在廣州市，香港及澳門三地不同地點及直播《省港澳呈祥迎新歲》。

## 政情简介
| 通稱（簡稱）     | 香港（港）                                                                    | 澳門（澳）                                                                    |
| 法定名稱         | 中華人民共和國香港特別行政區                                                  | 中華人民共和國澳門特別行政區                                                  |
| 區旗             | 香港                                                                          | 澳門                                                                          |
| 區徽             |                                                                               |                                                                               |
| 官方語文         | 中文、英文                                                                    | 中文、葡萄牙文                                                                |
| 市花             | 洋紫荆                                                                        | 莲花                                                                          |
| 特區成立紀念日   | 1997年7月1日                                                                  | 1999年12月20日                                                                |
| 政府總部所在地   | 金鐘添馬                                                                      | 南灣大馬路                                                                    |
| 法定貨幣         | 港幣                                                                          | 澳門幣                                                                        |
| 貨幣管理機構     | 香港金融管理局                                                                | 澳門金融管理局                                                                |
| 政府机构         | 香港特別行政區政府                                                            | 澳門特別行政區政府                                                            |
| 政府首脑職稱     | 香港特別行政區行政長官                                                        | 澳門特別行政區行政長官                                                        |
| 政府首脑         | 李家超                                                                        | 岑浩輝                                                                        |
| 立法機構         | 香港立法會                                                                    | 澳門立法會                                                                    |
| 議長職稱         | 香港立法會主席                                                                | 澳門立法會主席                                                                |
| 議長             | 梁君彥                                                                        | 高開賢                                                                        |
| 司法機構         | 香港特別行政區終審法院 香港特別行政區政府律政司                               | 澳門特別行政區終審法院 澳門特別行政區檢察院                                   |
| 司法首長職稱     | 香港終審法院首席法官 律政司司長                                               | 澳門終審法院院長 澳門檢察院檢察長                                             |
| 司法首長         | 張舉能 林定国                                                                 | 宋敏莉 陳子勁                                                                 |
| 監察機關         | 廉政公署                                                                      | 廉政公署                                                                      |
| 審計機關         | 審計署                                                                        | 審計署                                                                        |
| 違憲審查解釋權   | 終審法院；如非自治事務，由終審法院請全国人大常委会解释基本法                  | 終審法院；如非自治事務，由終審法院請全国人大常委会解释基本法                  |
| 選舉事務主管機構 | 香港選舉委員會                                                                | 澳門選舉委員會                                                                |
| 執政黨           | 建制派                                                                        | 建制派                                                                        |
| 政黨政治         | 多黨制                                                                        | 多黨制                                                                        |
| 憲制性法律       | 香港特別行政區基本法 中華人民共和國憲法                                       | 澳門特別行政區基本法 中華人民共和國憲法                                       |
| 法系             | 英美法系 （基於英格蘭法律制度）                                               | 歐陸法系 （基於葡萄牙民事法）                                                 |
| 武装力量         | 中國人民解放軍駐香港部隊                                                      | 中國人民解放軍駐澳門部隊                                                      |
| 公安机关         | 香港警務處                                                                    | 警察總局                                                                      |
| 警察             | 香港警察                                                                      | 澳門警察                                                                      |
| 國家和地區奧委會 | 中國香港體育協會暨奧林匹克委員會                                              | 中國澳門體育暨奧林匹克委員會                                                  |
| 奧運會代表團     | 奧林匹克運動會中國香港代表團                                                  | 無                                                                            |
| 外交機構         | 中華人民共和國外交部駐香港特別行政區特派員公署                                | 中華人民共和國外交部駐澳門特別行政區特派員公署                                |
| 駐外機構         | 香港經濟貿易文化辦事處                                                        | 澳門經濟文化辦事處                                                            |
| 護照簽發機構     | 入境事務處                                                                    | 身份證明局                                                                    |
| 護照             | 中華人民共和國香港特別行政區護照                                              | 中華人民共和國澳門特別行政區護照                                              |
| 國籍法           | 中華人民共和國國籍法 （含全国人大常委会关于国籍法在香港、澳门实施的特別解释） | 中華人民共和國國籍法 （含全国人大常委会关于国籍法在香港、澳门实施的特別解释） |
| 居留权           | 香港居留權 香港特別行政區永久性居民                                           | 澳門特別行政區居留權 澳門特別行政區永久性居民                                 |
| 標準時間         | 香港時間                                                                      | 澳門標準時間                                                                  |
| 地圖             | 香港特别行政区在中华人民共和国的位置                                          | 澳门特别行政区在中华人民共和国的位置                                          |
| 行政區劃         |                                                                               |                                                                               |
| 法定疆域         |                                                                               |                                                                               |